# Macaranga monostyla
Macaranga monostyla är en törelväxtart som beskrevs av W.Arthur Whistler. Macaranga monostyla ingår i släktet Macaranga och familjen törelväxter.
Artens utbredningsområde är Samoa. Inga underarter finns listade i Catalogue of Life.